# Чемпионат мира по футболу 2026 (отборочный турнир, УЕФА)
Отборочный турнир чемпионата мира по футболу 2026 года в Европе определит участников финальной стадии чемпионата мира 2026 года, которая пройдёт в Канаде, Мексике и США, от Союза европейских футбольных ассоциаций (УЕФА). Европа получит 16 мест в финальной стадии турнира.

## Участники
В отборочном турнире могли принять участие все 55 членов УЕФА. Однако сборная России была отстранена от участия в турнирах УЕФА и ФИФА в феврале 2022 года из-за нападения на Украину.
- Албания
- Андорра
- Армения
- Австрия
- Азербайджан
- Беларусь
- Бельгия
- Босния и Герцеговина
- Болгария
- Хорватия
- Республика Кипр
- Чехия
- Дания
- Англия
- Эстония
- Фарерские острова
- Финляндия
- Франция
- Грузия
- Германия
- Гибралтар
- Греция
- Венгрия
- Исландия
- Израиль
- Италия
- Казахстан
- Республика Косово
- Латвия
- Лихтенштейн
- Литва
- Люксембург
- Мальта
- Молдова
- Черногория
- Нидерланды
- Северная Македония
- Северная Ирландия
- Норвегия
- Польша
- Португалия
- Ирландия
- Румыния
- Россия (отстранена)
- Сан-Марино
- Шотландия
- Сербия
- Словакия
- Словения
- Испания
- Швеция
- Швейцария
- Турция
- Украина
- Уэльс

## Формат
25 января 2023 года исполнительный комитет УЕФА на собрании в Ньоне утвердил новый формат отборочного турнира. Из-за увеличения числа путёвок в финальную стадию чемпионата мира от Европы с 13 до 16 формат отборочного турнира изменился по сравнению с предыдущим. Теперь в групповом этапе отборочного турнира есть 12 групп, в каждой из которых есть по четыре или по пять команд. Победитель каждой группы напрямую квалифицируется в финальную часть чемпионата мира, а команды, занявшие в группах вторые места, квалифицируются в плей-офф, куда также попадут четыре команды с наивысшим рейтингом в Лиге наций УЕФА сезона 2024/25, которые заняли в отборочном турнире к чемпионату мира место ниже второго. 28 июня 2023 года исполнительный комитет УЕФА предложил данный формат для рассмотрения в ФИФА. ФИФА одобрила данный формат в августе 2023 года.
- Первый раунд (групповая стадия): 12 групп по 4 или 5 команд в каждой сыграют друг с другом по два матча (дома и на выезде). Победители групп квалифицируются в финальную стадию чемпионата мира 2026 года. Жеребьёвка групповой стадии отборочного турнира УЕФА пройдёт в декабре 2024 года.
- Второй раунд (стадия плей-офф): 16 команд (12 команд, занявших в группах второе место и четыре команды из Лиги наций УЕФА на основании рейтинга) будет сведены в четыре «пути» и сыграют два одноматчевых раунда в формате плей-офф (полуфиналы и финал). Победители четырёх «путей» квалифицируются в финальную стадию чемпионата мира 2026 года.

## Расписание
Ниже приведено расписание отборочного турнира УЕФА к чемпионату мира 2026 года. В группах с пятью участниками первые матчи пройдут в марте 2025 года (или июне 2025 года, если участники группы сыграют в четвертьфиналах или плей-офф Лиги наций УЕФА). В группах с четырьмя участниками первые матчи пройдут в сентябре 2025 года.
| Раунд                         | Игровой день       | Игровой день       | Даты               |
| Раунд                         | Группы из 5 команд | Группы из 4 команд | Даты               |
| ----------------------------- | ------------------ | ------------------ | ------------------ |
| Первый раунд (групповой этап) | Игровой день 1     | —                  | 21—22 марта 2025   |
| Первый раунд (групповой этап) | Игровой день 2     | —                  | 24—25 марта 2025   |
| Первый раунд (групповой этап) | Игровой день 3     | —                  | 6—7 июня 2025      |
| Первый раунд (групповой этап) | Игровой день 4     | —                  | 9—10 июня 2025     |
| Первый раунд (групповой этап) | Игровой день 5     | Игровой день 1     | 4—6 сентября 2025  |
| Первый раунд (групповой этап) | Игровой день 6     | Игровой день 2     | 7—9 сентября 2025  |
| Первый раунд (групповой этап) | Игровой день 7     | Игровой день 3     | 9—11 октября 2025  |
| Первый раунд (групповой этап) | Игровой день 8     | Игровой день 4     | 12—14 октября 2025 |
| Первый раунд (групповой этап) | Игровой день 9     | Игровой день 5     | 13—15 ноября 2025  |
| Первый раунд (групповой этап) | Игровой день 10    | Игровой день 6     | 16—18 ноября 2025  |
| Второй раунд (плей-офф)       | Полуфиналы         | Полуфиналы         | 26 марта 2026      |
| Второй раунд (плей-офф)       | Финалы             | Финалы             | 31 марта 2026      |

## Жеребьёвка
Жеребьёвка отборочного турнира состоялась в Цюрихе 13 декабря 2024 года.

## Первый раунд

### Критерии классификации команд
В случае равенства очков двух или более команд применяются следующие критерии классификации:
1. наибольшая разница забитых и пропущенных мячей во всех групповых матчах;
2. наибольшее количество забитых мячей во всех групповых матчах;
3. наибольшее количество очков, набранных в очных встречах между командами;
4. наибольшая разница забитых и пропущенных мячей в очных встречах между командами;
5. наибольшее количество забитых мячей в очных встречах между командами;
6. наибольшее количество забитых мячей в выездных матчах в очных встречах между командами;
7. наименьшее количество дисциплинарных очков фейр-плей (1 очко за жёлтую карточку, 3 очка за красную карточку, 3 очка за удаление за две жёлтые карточки);
8. жеребьёвка.

### Группа А
| Поз | Команда           | И | В | Н | П | МЗ | МП | РМ | О | Квалификация                        |        | Германия | Словакия | Северная Ирландия | Люксембург |
| --- | ----------------- | - | - | - | - | -- | -- | -- | - | ----------------------------------- | ------ | -------- | -------- | ----------------- | ---------- |
| 1   | Германия          | 0 | 0 | 0 | 0 | 0  | 0  | 0  | 0 | Квалификация на чемпионат мира 2026 |        | —        | 17 ноя   | 7 сен             | 10 окт     |
| 2   | Словакия          | 0 | 0 | 0 | 0 | 0  | 0  | 0  | 0 | Выход в раунд плей-офф              |        | 4 сен    | —        | 14 ноя            | 13 окт     |
| 3   | Северная Ирландия | 0 | 0 | 0 | 0 | 0  | 0  | 0  | 0 |                                     |        | 13 окт   | 10 окт   | —                 | 17 ноя     |
| 4   | Люксембург        | 0 | 0 | 0 | 0 | 0  | 0  | 0  | 0 |                                     | 14 ноя | 7 сен    | 4 сен    | —                 |            |

### Группа B
| Поз | Команда   | И | В | Н | П | МЗ | МП | РМ | О | Квалификация                        |        | Швейцария | Швеция | Словения | Республика Косово |
| --- | --------- | - | - | - | - | -- | -- | -- | - | ----------------------------------- | ------ | --------- | ------ | -------- | ----------------- |
| 1   | Швейцария | 0 | 0 | 0 | 0 | 0  | 0  | 0  | 0 | Квалификация на чемпионат мира 2026 |        | —         | 15 ноя | 8 сен    | 5 сен             |
| 2   | Швеция    | 0 | 0 | 0 | 0 | 0  | 0  | 0  | 0 | Выход в раунд плей-офф              |        | 10 окт    | —      | 18 ноя   | 13 окт            |
| 3   | Словения  | 0 | 0 | 0 | 0 | 0  | 0  | 0  | 0 |                                     |        | 13 окт    | 5 сен  | —        | 15 ноя            |
| 4   | Косово    | 0 | 0 | 0 | 0 | 0  | 0  | 0  | 0 |                                     | 18 ноя | 8 сен     | 10 окт | —        |                   |

### Группа C
| Поз | Команда   | И | В | Н | П | МЗ | МП | РМ | О | Квалификация                        |       | Дания  | Греция | Шотландия | Беларусь |
| --- | --------- | - | - | - | - | -- | -- | -- | - | ----------------------------------- | ----- | ------ | ------ | --------- | -------- |
| 1   | Дания     | 0 | 0 | 0 | 0 | 0  | 0  | 0  | 0 | Квалификация на чемпионат мира 2026 |       | —      | 12 окт | 5 сен     | 15 ноя   |
| 2   | Греция    | 0 | 0 | 0 | 0 | 0  | 0  | 0  | 0 | Выход в раунд плей-офф              |       | 8 сен  | —      | 15 ноя    | 5 сен    |
| 3   | Шотландия | 0 | 0 | 0 | 0 | 0  | 0  | 0  | 0 |                                     |       | 18 ноя | 9 окт  | —         | 12 окт   |
| 4   | Беларусь  | 0 | 0 | 0 | 0 | 0  | 0  | 0  | 0 |                                     | 9 окт | 18 ноя | 8 сен  | —         |          |

### Группа D
| Поз | Команда     | И | В | Н | П | МЗ | МП | РМ | О | Квалификация                        |        | Франция | Украина | Исландия | Азербайджан |
| --- | ----------- | - | - | - | - | -- | -- | -- | - | ----------------------------------- | ------ | ------- | ------- | -------- | ----------- |
| 1   | Франция     | 0 | 0 | 0 | 0 | 0  | 0  | 0  | 0 | Квалификация на чемпионат мира 2026 |        | —       | 13 ноя  | 9 сен    | 10 окт      |
| 2   | Украина     | 0 | 0 | 0 | 0 | 0  | 0  | 0  | 0 | Выход в раунд плей-офф              |        | 5 сен   | —       | 16 ноя   | 13 окт      |
| 3   | Исландия    | 0 | 0 | 0 | 0 | 0  | 0  | 0  | 0 |                                     |        | 13 окт  | 10 окт  | —        | 5 сен       |
| 4   | Азербайджан | 0 | 0 | 0 | 0 | 0  | 0  | 0  | 0 |                                     | 16 ноя | 9 сен   | 13 ноя  | —        |             |

### Группа E
| Поз | Команда  | И | В | Н | П | МЗ | МП | РМ | О | Квалификация                        |       | Испания | Турция | Грузия | Болгария |
| --- | -------- | - | - | - | - | -- | -- | -- | - | ----------------------------------- | ----- | ------- | ------ | ------ | -------- |
| 1   | Испания  | 0 | 0 | 0 | 0 | 0  | 0  | 0  | 0 | Квалификация на чемпионат мира 2026 |       | —       | 18 ноя | 11 окт | 14 окт   |
| 2   | Турция   | 0 | 0 | 0 | 0 | 0  | 0  | 0  | 0 | Выход в раунд плей-офф              |       | 7 сен   | —      | 14 окт | 15 ноя   |
| 3   | Грузия   | 0 | 0 | 0 | 0 | 0  | 0  | 0  | 0 |                                     |       | 15 ноя  | 4 сен  | —      | 7 сен    |
| 4   | Болгария | 0 | 0 | 0 | 0 | 0  | 0  | 0  | 0 |                                     | 4 сен | 11 окт  | 18 ноя | —      |          |

### Группа F
| Поз | Команда    | И | В | Н | П | МЗ | МП | РМ | О | Квалификация                        |       | Португалия | Венгрия | Ирландия | Армения |
| --- | ---------- | - | - | - | - | -- | -- | -- | - | ----------------------------------- | ----- | ---------- | ------- | -------- | ------- |
| 1   | Португалия | 0 | 0 | 0 | 0 | 0  | 0  | 0  | 0 | Квалификация на чемпионат мира 2026 |       | —          | 14 окт  | 11 окт   | 16 ноя  |
| 2   | Венгрия    | 0 | 0 | 0 | 0 | 0  | 0  | 0  | 0 | Выход в раунд плей-офф              |       | 9 сен      | —       | 16 ноя   | 11 окт  |
| 3   | Ирландия   | 0 | 0 | 0 | 0 | 0  | 0  | 0  | 0 |                                     |       | 13 ноя     | 6 сен   | —        | 14 окт  |
| 4   | Армения    | 0 | 0 | 0 | 0 | 0  | 0  | 0  | 0 |                                     | 6 сен | 13 ноя     | 9 сен   | —        |         |

### Группа G
| Поз | Команда    | И | В | Н | П | МЗ | МП | РМ  | О | Квалификация                        |     | Финляндия | Нидерланды | Польша | Литва  | Мальта |
| --- | ---------- | - | - | - | - | -- | -- | --- | - | ----------------------------------- | --- | --------- | ---------- | ------ | ------ | ------ |
| 1   | Финляндия  | 4 | 2 | 1 | 1 | 5  | 5  | 0   | 7 | Квалификация на чемпионат мира 2026 |     | —         | 0:2        | 2:1    | 9 окт  | 14 ноя |
| 2   | Нидерланды | 2 | 2 | 0 | 0 | 10 | 0  | +10 | 6 | Выход в раунд плей-офф              |     | 12 окт    | —          | 4 сен  | 17 ноя | 8:0    |
| 3   | Польша     | 3 | 2 | 0 | 1 | 4  | 2  | +2  | 6 |                                     |     | 7 сен     | 14 ноя     | —      | 1:0    | 2:0    |
| 4   | Литва      | 3 | 0 | 2 | 1 | 2  | 3  | −1  | 2 |                                     | 2:2 | 7 сен     | 12 окт     | —      | 4 сен  |        |
| 5   | Мальта     | 4 | 0 | 1 | 3 | 0  | 11 | −11 | 1 |                                     | 0:1 | 9 окт     | 17 ноя     | 0:0    | —      |        |

### Группа H
| Поз | Команда              | И | В | Н | П | МЗ | МП | РМ  | О | Квалификация                        |       | Босния и Герцеговина | Австрия | Румыния | Республика Кипр | Сан-Марино |
| --- | -------------------- | - | - | - | - | -- | -- | --- | - | ----------------------------------- | ----- | -------------------- | ------- | ------- | --------------- | ---------- |
| 1   | Босния и Герцеговина | 3 | 3 | 0 | 0 | 4  | 1  | +3  | 9 | Квалификация на чемпионат мира 2026 |       | —                    | 9 сен   | 15 ноя  | 2:1             | 1:0        |
| 2   | Австрия              | 2 | 2 | 0 | 0 | 6  | 1  | +5  | 6 | Выход в раунд плей-офф              |       | 18 ноя               | —       | 2:1     | 6 сен           | 9 окт      |
| 3   | Румыния              | 4 | 2 | 0 | 2 | 8  | 4  | +4  | 6 |                                     |       | 0:1                  | 12 окт  | —       | 2:0             | 18 ноя     |
| 4   | Кипр                 | 3 | 1 | 0 | 2 | 3  | 4  | −1  | 3 |                                     | 9 окт | 15 ноя               | 9 сен   | —       | 2:0             |            |
| 5   | Сан-Марино           | 4 | 0 | 0 | 4 | 1  | 12 | −11 | 0 |                                     | 6 сен | 0:4                  | 1:5     | 12 окт  | —               |            |

### Группа I
| Поз | Команда  | И | В | Н | П | МЗ | МП | РМ  | О  | Квалификация                        |     | Норвегия | Израиль | Италия | Эстония | Молдова |
| --- | -------- | - | - | - | - | -- | -- | --- | -- | ----------------------------------- | --- | -------- | ------- | ------ | ------- | ------- |
| 1   | Норвегия | 4 | 4 | 0 | 0 | 13 | 2  | +11 | 12 | Квалификация на чемпионат мира 2026 |     | —        | 11 окт  | 3:0    | 13 ноя  | 8 сен   |
| 2   | Израиль  | 3 | 2 | 0 | 1 | 7  | 6  | +1  | 6  | Выход в раунд плей-офф              |     | 2:4      | —       | 8 сен  | 2:1     | 16 ноя  |
| 3   | Италия   | 2 | 1 | 0 | 1 | 2  | 3  | −1  | 3  |                                     |     | 16 ноя   | 14 окт  | —      | 5 сен   | 2:0     |
| 4   | Эстония  | 4 | 1 | 0 | 3 | 5  | 8  | −3  | 3  |                                     | 0:1 | 1:3      | 11 окт  | —      | 14 окт  |         |
| 5   | Молдова  | 3 | 0 | 0 | 3 | 2  | 10 | −8  | 0  |                                     | 0:5 | 5 сен    | 13 ноя  | 2:3    | —       |         |

### Группа J
| Поз | Команда            | И | В | Н | П | МЗ | МП | РМ | О | Квалификация                        |     | Флаг Северной Македонии | Уэльс  | Бельгия | Казахстан | Лихтенштейн |
| --- | ------------------ | - | - | - | - | -- | -- | -- | - | ----------------------------------- | --- | ----------------------- | ------ | ------- | --------- | ----------- |
| 1   | Северная Македония | 4 | 2 | 2 | 0 | 6  | 2  | +4 | 8 | Квалификация на чемпионат мира 2026 |     | —                       | 1:1    | 1:1     | 13 окт    | 7 сен       |
| 2   | Уэльс              | 4 | 2 | 1 | 1 | 10 | 6  | +4 | 7 | Выход в раунд плей-офф              |     | 18 ноя                  | —      | 13 окт  | 3:1       | 3:0         |
| 3   | Бельгия            | 2 | 1 | 1 | 0 | 5  | 4  | +1 | 4 |                                     |     | 10 окт                  | 4:3    | —       | 7 сен     | 18 ноя      |
| 4   | Казахстан          | 3 | 1 | 0 | 2 | 3  | 4  | −1 | 3 |                                     | 0:1 | 4 сен                   | 15 ноя | —       | 10 окт    |             |
| 5   | Лихтенштейн        | 3 | 0 | 0 | 3 | 0  | 8  | −8 | 0 |                                     | 0:3 | 15 ноя                  | 4 сен  | 0:2     | —         |             |

### Группа K
| Поз | Команда | И | В | Н | П | МЗ | МП | РМ | О | Квалификация                        |        | Англия | Албания | Сербия | Латвия | Андорра |
| --- | ------- | - | - | - | - | -- | -- | -- | - | ----------------------------------- | ------ | ------ | ------- | ------ | ------ | ------- |
| 1   | Англия  | 3 | 3 | 0 | 0 | 6  | 0  | +6 | 9 | Квалификация на чемпионат мира 2026 |        | —      | 2:0     | 13 ноя | 3:0    | 6 сен   |
| 2   | Албания | 4 | 1 | 2 | 1 | 4  | 3  | +1 | 5 | Выход в раунд плей-офф              |        | 16 ноя | —       | 0:0    | 9 сен  | 3:0     |
| 3   | Сербия  | 2 | 1 | 1 | 0 | 3  | 0  | +3 | 4 |                                     |        | 9 сен  | 11 окт  | —      | 16 ноя | 3:0     |
| 4   | Латвия  | 3 | 1 | 1 | 1 | 2  | 4  | −2 | 4 |                                     | 14 окт | 1:1    | 6 сен   | —      | 11 окт |         |
| 5   | Андорра | 4 | 0 | 0 | 4 | 0  | 8  | −8 | 0 |                                     | 0:1    | 13 ноя | 14 окт  | 0:1    | —      |         |

### Группа L
| Поз | Команда           | И | В | Н | П | МЗ | МП | РМ  | О | Квалификация                        |        | Чехия | Хорватия | Черногория | Фарерские острова | Гибралтар |
| --- | ----------------- | - | - | - | - | -- | -- | --- | - | ----------------------------------- | ------ | ----- | -------- | ---------- | ----------------- | --------- |
| 1   | Чехия             | 4 | 3 | 0 | 1 | 9  | 6  | +3  | 9 | Квалификация на чемпионат мира 2026 |        | —     | 9 окт    | 2:0        | 2:1               | 17 ноя    |
| 2   | Хорватия          | 2 | 2 | 0 | 0 | 12 | 1  | +11 | 6 | Выход в раунд плей-офф              |        | 5:1   | —        | 8 сен      | 14 ноя            | 12 окт    |
| 3   | Черногория        | 3 | 2 | 0 | 1 | 4  | 3  | +1  | 6 |                                     |        | 5 сен | 17 ноя   | —          | 1:0               | 3:1       |
| 4   | Фарерские острова | 3 | 1 | 0 | 2 | 3  | 4  | −1  | 3 |                                     | 12 окт | 5 сен | 9 окт    | —          | 2:1               |           |
| 5   | Гибралтар         | 4 | 0 | 0 | 4 | 2  | 16 | −14 | 0 |                                     | 0:4    | 0:7   | 14 ноя   | 8 сен      | —                 |           |

## Бомбардиры
Примечание: В скобках указано, сколько голов из общего числа забито с пенальти.
4 гола
- Патрик Шик

3 гола
- Гарри Кейн
- Александер Сёрлот
- Эрлинг Холанн

2 гола
- Рей Манай
- Мохаммад Абу-Фани[англ.] (1)
- Дан Битон[англ.]
- Иоаннис Питтас
- Кароль Свидерский
- Денис Алибек
- Боян Миовски
- Франьо Иванович
- Андрей Крамарич
- Маттиас Кяйт

1 гол
- Михаэль Грегорич
- Марсель Забитцер
- Мюрто Узуни[англ.]
- Рис Джеймс
- Майлз Луис-Скелли
- Эберечи Эзе
- Максим Де Кёйпер
- Армин Гигович
- Эрмедин Демирович
- Эдин Джеко
- Харис Хайрадинович
- Дэн Бент
- Эли Даса
- Дор Турджеман
- Александр Марочкин
- Максим Самородов
- Асхат Тагыберген (1)
- Андроникос Какуллис
- Дарио Шитс
- Гвидас Гинейтис
- Армандас Кучис
- Михаил Каймаков
- Ион Николаеску
- Мемфис Депай
- Дензел Дюмфрис
- Кристофер Айер
- Арон Дённум
- Давид Мёллер Волфе
- Антонио Нуса
- Тело Осгор[англ.]
- Юлиан Рюэрсон
- Роберт Левандовский
- Рэзван Марин (1)
- Михай Попеску[англ.]
- Янис Хаджи (1)
- Самуэле Дзаннони[англ.]
- Эзджан Алиоски
- Висар Муслиу
- Александар Трайковский
- Дэвид Брукс
- Дэниел Джеймс
- Бен Дэвис
- Рабби Матондо
- Киффер Мур
- Джо Родон
- Харри Уилсон
- Гуннар Ватнхамар[англ.]
- Оливер Антман
- Каан Кайринен
- Йоэль Похьянпало (1)
- Анте Будимир
- Марио Пашалич
- Иван Перишич
- Стеван Йоветич
- Эдвин Куч[англ.]
- Адам Марушич
- Марко Тучи[англ.]
- Адам Гложек
- Ян Климент
- Вацлав Черный
- Павел Шульц
- Максим Паскочий
- Расмус Пеэтсон
- Рауно Саппинен

Автоголы
- Карл Хейн (в матче против  Израиля)